# Amolops loloensis
Amolops loloensis là một loài ếch trong họ Ranidae. Chúng là loài đặc hữu của Trung Quốc.
Các môi trường sống tự nhiên của chúng là các khu rừng ôn hòa, vùng đồng cỏ ôn đới, và sông. Loài này đang bị đe dọa do mất môi trường sống.